# فواز فلاته
فواز فلاته (انگلیسی: Fawaz Fallatah؛ زادهٔ ۸ مارس ۱۹۸۹) یک بازیکن فوتبال اهل عربستان سعودی است.
از باشگاه‌هایی که در آن بازی کرده‌است می‌توان به الفیصلی عربستان، الهلال عربستان، و الرائد عربستان اشاره کرد.